# Napeogenes quadrilis
Espèce
Napeogenes quadrilis est une espèce d'insectes lépidoptères (papillons) qui appartient à la famille des Nymphalidae, à la sous-famille des Danainae et au genre Napeogenes.

## Taxinomie
Napeogenes quadrilis a été décrit par l'entomologiste allemand Richard Haensch en 1903.

## Description
Napeogenes quadrilis est un papillon au corps fin et au bord interne des ailes antérieures concave. Les ailes sont jaune pâle avec aussi aux ailes antérieures une barre jaune et l'apex marron et aux ailes postérieures une ornementation de trais marron formant une barre dentelée.
Le revers est semblable avec une ligne marginale de points blancs.

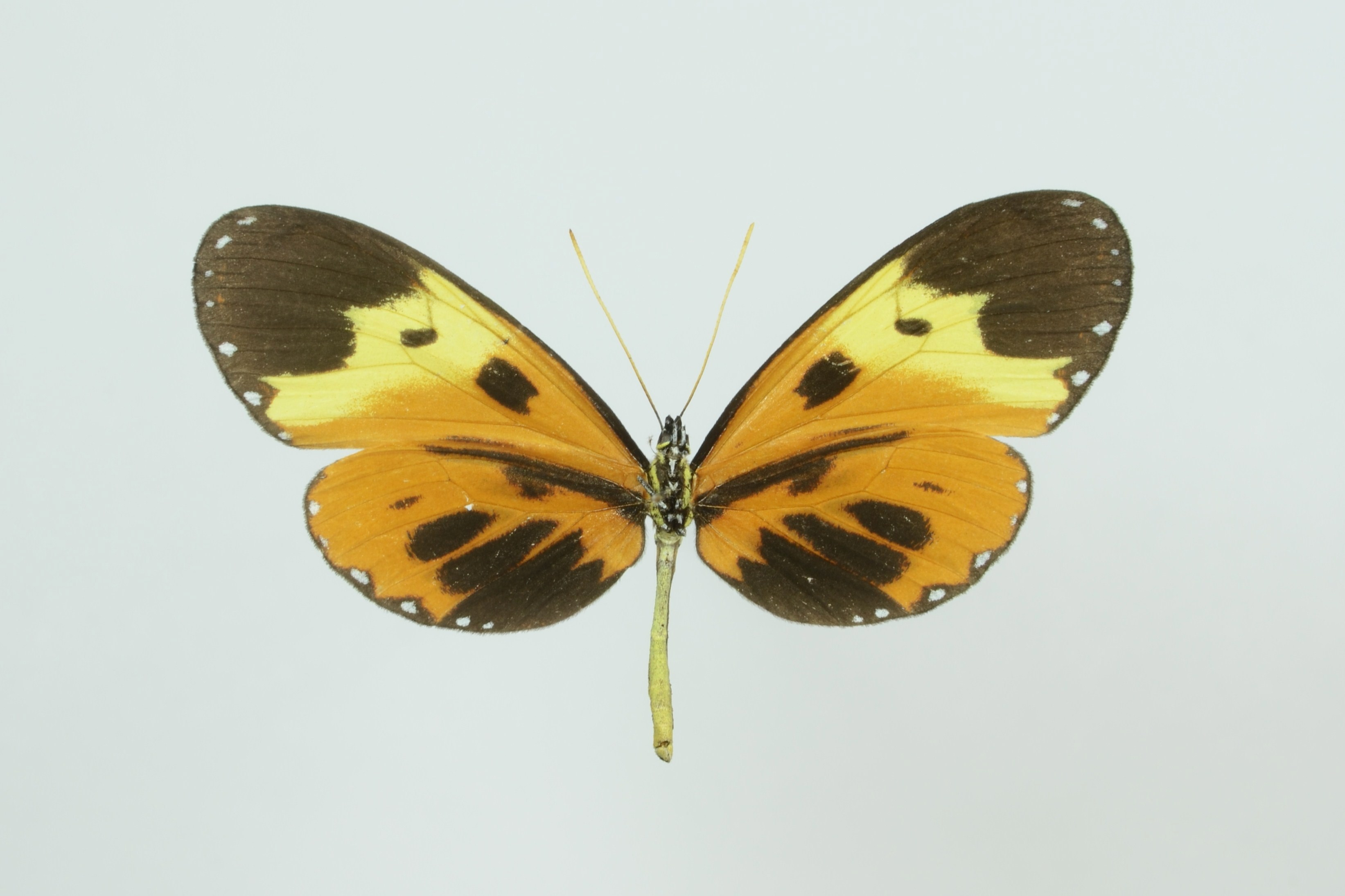
Revers

## Écologie et distribution
Napeogenes quadrilis est présent en Équateur.

### Protection
Pas de statut de protection particulier.